# Железнодорожная линия Резекне — Даугавпилс
Железнодорожная линия Ре́зекне — Да́угавпилс — железнодорожная линия в Латвии протяжённостью 84 километра. Соединяет города Резекне и Даугавпилс. Линия однопутная, за исключением участков Резекне I — Пуполы и Краце — Аглона, используется, преимущественно, грузовыми составами. Пассажирское движение нерегулярно.

## История
Линия построена в 1860 году, в одно время с первой железнодорожной линией в Латвии — участком Ритупе (в то время — Жогово) — Даугавпилс, который являлся частью Петербурго-Варшавской железной дороги.
В июне 1999 года принято решение о прекращении пассажирских перевозок по маршруту Даугавпилс — Резекне. Фактически, данный поезд не курсировал уже с 15 апреля того же года, когда обрушилась насыпь на участке Краце — Аглона. С июня 2015 года по линии не курсирует поезд Вильнюс — Санкт-Петербург, и с октября 2015 года — поезд Рига — Санкт-Петербург. С 1995 года введён поезд маршрута Рига — Аглона, курсирующий раз в год, на праздник Вознесения Девы Марии (в 2020 и 2021 годах поезд не назначался ввиду пандемии коронавируса).

## Станции и остановочные пункты
Станции (11): Резекне I — Пуполы — Малта — Краце — Аглона — Виганти — Вишки — Залюми — 524 км — Даугавпилс-Сортировочная — Даугавпилс

### Закрытые станции и остановочные пункты
- Вайнава
- Залвезерс
- Апсани
- Ардава
- Медупе
- Кудрайне
- 523 км
- 525 км